# Metal Slug Defense
Metal Slug Defense est un jeu vidéo de type tower defense développé et édité par SNK Playmore sur Android et IOS en 2014. Il est par la suite porté sur Windows via la plateforme de téléchargement Steam. Il fait partie de la série Metal Slug. Une suite nommée Metal Slug Attack est sortie en 2016.

## Système de jeu
Dans Metal Slug Defense, le joueur contrôle une base située à gauche de l'écran, et son but est de détruire la base ennemie, située à droite de l'écran. Dès le début de la partie, un compteur représentant les points d'action du joueur se met à augmenter. Le joueur peut alors, monnayant un nombre variant de points d'action, invoquer des unités choisis au préalable de la partie. Chaque unité a des effets différents, ainsi qu'une attaque spéciale que le joueur peut déclencher en appuyant sur l'unité sus-dite lorsque cette dernière se met à devenir bleue. Les points d'action permettent aussi d'améliorer le compteur, afin que celui-ci augmente plus rapidement,,.
Le jeu se compose de missions à effectuer, dans lequel le joueur doit détruire la base ennemi, et peut délivrer des prisonniers. En complétant ces niveaux, il reçoit une monnaie d'échange, qui lui permettra d'augmenter le niveau de ses unités, de sa base, ainsi qu'à l'achat de nouvelles unités.

## Accueil
- Gameblog : 7/10[2]
- Pocket Gamer : 7/10[4]